# Ентоні Гордон
Ентоні Гордон (англ. Anthony Gordon, нар. 24 лютого 2001, Ліверпуль) — англійський футболіст, півзахисник, нападник клубу «Ньюкасл Юнайтед» і національної збірної Англії.

## Клубна кар'єра
Народився 24 лютого 2001 року в Ліверпулі. Вихованець юнацьких команд місцевих «Ліверпуля» та «Евертона».
Із сезону 2017/18 почав потраплятя до заявки головної команди «Евертона». Наприкінці року 16-річний на той час гравець дебютував в офіційних іграх у її складі, вийшовди на заміну наприкінці гри Ліги Європи проти «Аполлона» (Лімасол). На рівні Прем'єр-ліги дебютував лише в сезоні 2019/20.
Протягом першої половини 2021 року захищав на правах оренди кольори друголігового «Престон Норт-Енд». Повернувшись з оренди до «Евертона», 20-річний на той час футболіст виборов конкуренцію за місце в основному складі рідної команди. 
У січні 2023 року уклав контракт із «Ньюкасл Юнайтед», якому трансфер гравця обійшовся в орієнтовні 40 мільйонів фунтів.

## Виступи за збірні
2018 року дебютував у складі юнацької збірної Англії (U-18), загалом на юнацькому рівні взяв участь у 18 іграх, відзначившись 2 забитими голами.
З 2021 року почав залучатися до складу молодіжної збірної Англії, у складі якої — учасник молодіжного Євро-2023.
23 березня 2024 року у товариському матчі проти команди Бразилії Ентоні Гордон дебютував у складі національної збірної Англії.

## Статистика виступів

### Статистика клубних виступів
Станом на 14 січня 2023
| Сезон               | Команда             | Чемпіонат           | Чемпіонат | Чемпіонат | Національний кубок | Національний кубок | Національний кубок | Континентальні кубки | Континентальні кубки | Континентальні кубки | Інші змагання | Інші змагання | Інші змагання | Усього | Усього | Усього |
| Сезон               | Команда             | Ліга                | Ігор      | Голів     | Ліга               | Ігор               | Голів              | Ліга                 | Ігор                 | Голів                | Ліга          | Ігор          | Голів         | Ігор   | Голів  |        |
| ------------------- | ------------------- | ------------------- | --------- | --------- | ------------------ | ------------------ | ------------------ | -------------------- | -------------------- | -------------------- | ------------- | ------------- | ------------- | ------ | ------ | ------ |
| 2017–18             | «Евертон»           | ПЛ                  | 0         | 0         | КА+КЛ              | 0+0                | 0                  | ЛЄ                   | 1                    | 0                    | -             | -             | -             | 1      | 0      |        |
| 2018–19             | «Евертон»           | ПЛ                  | 0         | 0         | КА+КЛ              | 0+0                | 0                  | -                    | -                    | -                    | -             | -             | -             | 0      | 0      |        |
| 2019–20             | «Евертон»           | ПЛ                  | 11        | 0         | КА+КЛ              | 0+1                | 0                  | -                    | -                    | -                    | -             | -             | -             | 12     | 0      |        |
| 2020-січ. 2021      | «Евертон»           | ПЛ                  | 3         | 0         | КА+КЛ              | 2+2                | 0                  | -                    | -                    | -                    | -             | -             | -             | 7      | 0      |        |
| січ.-черв. 2021     | «Престон Норт-Енд»  | ЧФЛ                 | 11        | 0         | КА+КЛ              | -                  | -                  | -                    | -                    | -                    | -             | -             | -             | 11     | 0      |        |
| 2021–22             | «Евертон»           | ПЛ                  | 35        | 4         | КА+КЛ              | 4+1                | 0                  | -                    | -                    | -                    | -             | -             | -             | 40     | 4      |        |
| 2022-січ. 2023      | «Евертон»           | ПЛ                  | 16        | 3         | КА+КЛ              | 1+1                | 0                  | -                    | -                    | -                    | -             | -             | -             | 18     | 3      |        |
| Усього за «Евертон» | Усього за «Евертон» | Усього за «Евертон» | 65        | 7         |                    | 12                 | 0                  |                      | 1                    | 0                    |               | -             | -             | 78     | 7      |        |
| січ.-черв. 2023     | «Ньюкасл Юнайтед»   | ПЛ                  | 0         | 0         | КА+КЛ              | 0+0                | 0                  | -                    | -                    | -                    | -             | -             | -             | 0      | 0      |        |
| Усього за кар'єру   | Усього за кар'єру   | Усього за кар'єру   | 76        | 7         |                    | 12                 | 0                  |                      | 1                    | 0                    |               | -             | -             | 89     | 7      |        |